# Dagmar da Boêmia
Dagmar da Boêmia (nascida Margarida, em tcheco/checo:  Markéta; Meissen, c. 1186 – Ribe, 24 de maio de 1212) foi rainha da Dinamarca como a primeira esposa de Valdemar II.

## Família
Margarida, conforme seu nome dado ao nascer, era filha de Otacar I, duque e depois rei da Boêmia, e de Adelaide de Meissen.
Os seus avós paternos eram Ladislau II da Boémia e Judite da Turíngia, sua segunda esposa.
Os seus avós maternos eram o marquês Otão II de Meissen e Edviges de Brandemburgo.
Ela teve um irmão, Bratislau, e duas irmãs: Bozislava, esposa do conde Henrique I de Ortemburgo, e Edviges, uma freira na Abadia de Gernorde, na atual Saxônia-Anhalt e no Convento de São João, em Praga, na atual República Checa.
Também teve nove meio-irmãos por parte do casamento de seu pai com Constança da Hungria, entre eles: Ana, esposa de Henrique II, o Piedoso; Venceslau I, rei da Boêmia, e a santa Inês de Praga.

## Biografia
Margarida também era conhecida pelo povo como Dragomira, que significa preciosa e pacífica, devido à sua beleza.
O pai de Margarida tornou-se o duque da Boêmia em 1192, porém, foi desposto logo no ano seguinte. Portanto, Otacar e a família deixaram o país, e passaram a residir na corte do irmão de Adelaide, Alberto I de Meissen. Otacar virou um mercenário dos príncipes do Sacro Império Romano-Germânico, para lucrar com a disputa do trono alemão entre o irmão do imperador Henrique, Filipe da Suábia, e o duque da Casa de Guelfo, Otão de Brunsvique.
Em 1199, o duque repudiou Adelaide com base em consanguinidade, e se casou em seguida com Constança da Hungria. Tal passo, junto com outras manobras, ajudou-o a conseguir se tornar o rei da Boêmia graças à Bula Dourada da Sicília emitida por Frederico II do Sacro Império Romano-Germânico. Mesmo assim, sua mãe não renunciou aos seus direitos, e conseguiu retornar para Praga, em 1205, de forma temporária.
Foi nesta época que o seu pai decidiu casá-la com Valdemar II da Dinamarca. Logo, Constança teve um filho, o futuro Venceslau I da Boêmia, naquele mesmo ano. Sendo assim, Adelaide teve de deixar o país em definitivo.

## Rainha
Antes de se casar com Margarida, Valdemar esteve noivo de Riquilda, filha do duque da Saxônia. Como o noivado não deu certo, Margarida e Valdemar se casaram em Lübeck, no ano de 1205. A partir de então, o nome dela passou a ser Dagmar, a versão dinamarquesa de seu nome de nascimento,  que significa dama do dia. 

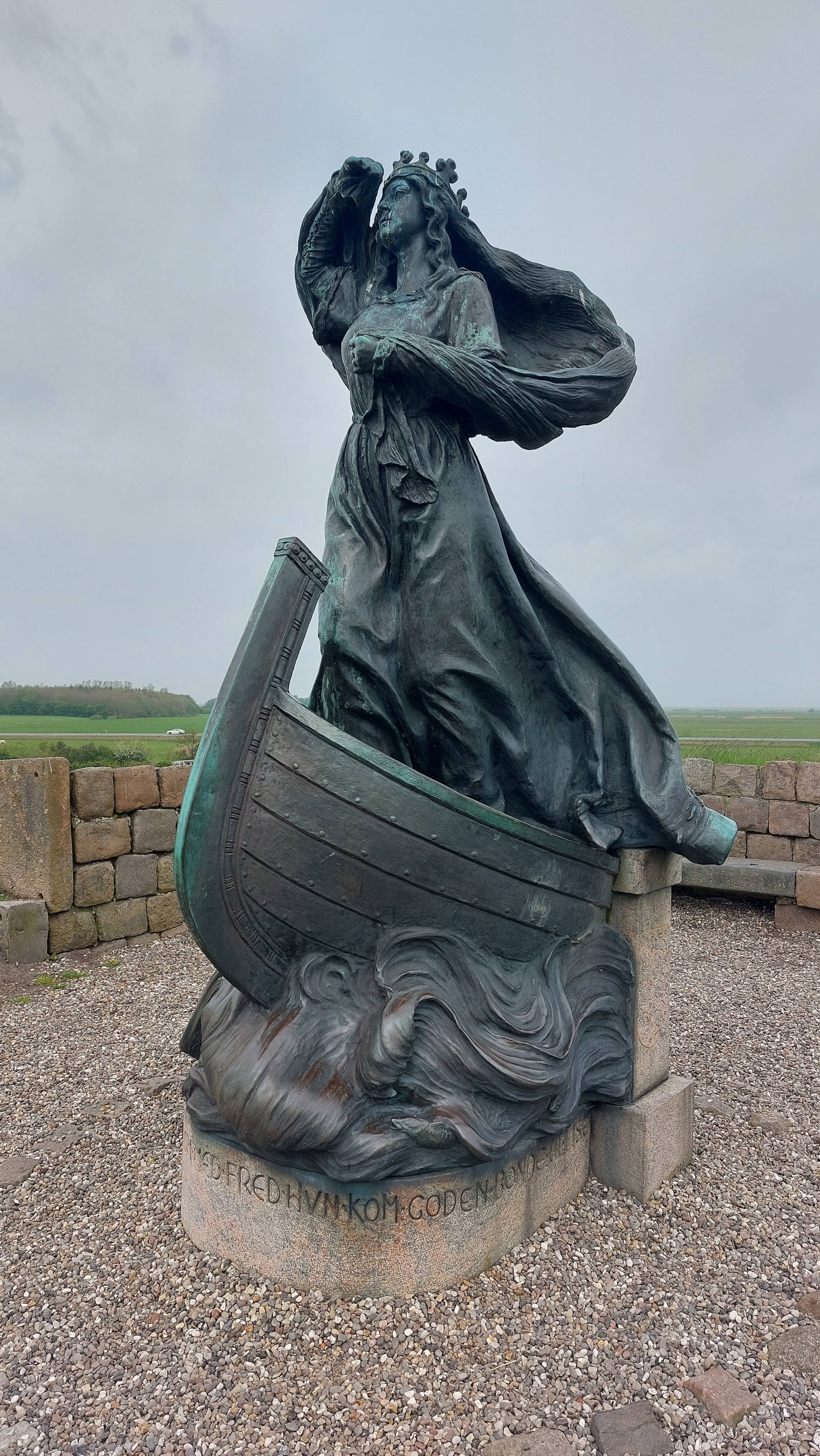
Estátua pela escultora Anne-Marie Carl-Nielsen, feita em 1913, localizada em Riberhus, em Ribe.

De acordo com os Anais da Abadia de Ryd (Annales Ryenses), em 1206, a rainha Dagmar implorou ao marido para soltar um inimigo seu, o bispo Valdemar da Dinamarca, um filho ilegítimo de Canuto IV, após ele jurar nunca mais interferir nos assuntos do pais.
Em 1209, Dagmar deu a luz à Valdemar, o Jovem, quem governou juntamente com seu pai, mas morreu antes de assumir o trono por si só.
Dagmar, contudo, morreu jovem, em 24 de maio de 1212 enquanto dava a luz ao seu segundo filho, que não sobreviveu.
Dagmar foi enterrada na Igreja de São Benedito, em Ringsted, localizada na ilha da Zelândia, ao seu lado de seu marido, e do outro está enterrada Berengária.

### Reputação
Apesar de poucas informações relacionadas à vida da rainha, ela é apresentada como a rainha cristã ideal em canções, mitos e lendas do povo: meiga, paciente, e amada por todos, o que contrastava com sua sucessora, a rainha Berengária de Portugal, considerada arrogante, que possuía cabelos e olhos escuros, diferente da rainha Dagmar com seus traços nórdicos e cabelos louros típicos no país.
Antigas canções populares também diziam que Dagmar implorou, no seu leito de morte, para o marido se casar com Kirsten, a filha do conde Karl von Rise, e não com a "bela flor" Berengária. Ela teria previsto, então, uma luta pelo trono dinamarquês entre os filhos da nobre portuguesa.

## Cruz de Dagmar
Quando a tumba da rainha foi aberta em 1683, foi encontrada uma cruz peitoral em seus seios. Ela ficou conhecida como Cruz de Dagmar (Dagmarkorset). Porém, é possível que a cruz tenha pertencido à cunhada da rainha, Riquilda, rainha da Suécia, que morreu em 1220, e foi enterrada na mesma Igreja. 
A cruz, exemplo da arte bizantina, é dourada e esmaltada, e de um lado há um crucifixo, e no outro lado retratos de Jesus Cristo no centro, São Basílio de Cesareia, São João Crisóstomo, Virgem Maria, e São João, o Apóstolo.
No ano de 1863, o rei Frederico VII da Dinamarca deu uma réplica da cruz para a princesa Alexandra, sua filha, como presente de casamento na ocasião de sua união com Eduardo, Príncipe de Gales, futuro Eduardo VII do Reino Unido. Ela usou a cruz na sua coroação como rainha, em 1902.
Nos dias atuais, a cruz é "usada por garotas dinamarquesas na sua crisma na Igreja Luterana, e também dado à crianças como presente de batismo". Na Igreja da Suécia, igualmente luterana, "a cruz é entregue ao novo bispo, ao ser instalado na posição, pelo arcebispo de Uppsala, em conjunto com a mitra e o báculo." 

## Descendência
- Valdemar,  o Jovem (1209 – 28 de novembro de 1231), foi casado com Leonor de Portugal, sobrinha da madrasta de Valdemar, Berengária. Leonor morreu no parto, e o filho deles não sobreviveu. Ele não se casou novamente, e com isso não deixou descendência.